# Federazione delle chiese pentecostali
La Federazione delle chiese pentecostali è un organismo di collaborazione fra diverse chiese indipendenti e associazioni di chiese evangeliche pentecostali operanti in Italia.

## Storia
In Italia nasce l'8 aprile 2000, ponendo la regola di fede delle Scritture bibliche (Antico e Nuovo Testamento); conta oltre 50.000 persone.

## Credo
Il credo della federazione consiste:
1. ispirazione dell'intera Bibbia quale parola di Dio;
2. unità e trinità di Dio;
3. nascita verginale, vita senza peccato, morte espiatoria, resurrezione trionfale, ascensione e intercessione costante, seconda venuta di Gesù Cristo;
4. giustificazione per fede ed opera rigeneratrice dello Spirito santo;
5. azione dello Spirito santo (battesimo nello Spirito santo - guarigione divina - la liberazione - l'esercizio dei carismi);
6. conferimento dei ministeri che diventano strumenti per la guida e l'edificazione della Chiesa;
7. pratica del battesimo per immersione o anche in taluni casi per aspersione;
8. celebrazione della cena del Signore sotto le due specie del pane e del vino;
9. giudizio finale.

## Opere aderenti
Elenco delle opere aderenti:
Organizzazione Nazionali
- Chiesa apostolica in Italia
- Chiesa cristiana pentecostale italiana
- Chiesa Parola della Grazia
- Movimento nuova pentecoste
- Unione Cristiana Pentecostale
- Chiese Elim in Italia
- Chiesa Cristiana Evangelica in Italia

Organizzazione Regionali
- Chiese cristiane evangeliche nella valle del Sele e dell'Irno
- Chiesa Gesù Cristo è il Signore - Reggio Calabria
- Missione Pieno Vangelo
- Chiesa Gesù Cristo è il Signore - Catania
- Unione delle chiese pentecostali autonome di Roma e del Lazio

Chiese locali
- Chiese di Giugliano in Campania, di Bergamo e Belluno
- Chiesa Parole di vita – Volla
- Comunità cristiana Bethel – AMICIB – Cosenza
- Chiesa cristiana evangelica missionaria pentecostale di Olivarella
- Associazione evangelica internazionale Cristo regna
- Chiesa Fiumi di vita – Mugnano di Napoli
- Chiesa Emmanuele – Scampia
- Chiesa cristiana evangelica Alfa & omega – Roma
- Chiesa cristiana evangelica L'Eterno nostra giustizia – Comitini
- Chiesa cristiana missionaria internazionale (CCMI)
- Chiesa pentecostale Emmanuele – Agrigento
- Chiesa Vangelo vivente – Varese